# Kuhlhasseltia
Kuhlhasseltia ist eine Gattung aus der Familie der Orchideen (Orchidaceae). Sie besteht aus drei Arten krautiger Pflanzen, die in Ost- und Südostasien beheimatet sind.

## Beschreibung
Die Arten der Gattung Kuhlhasseltia besitzen ein unterirdisches Rhizom, das sich oberirdisch als beblätterte Sprossachse fortsetzt. Die Blätter sind asymmetrisch oval bis fast rund, die Basis geht in einen kurzen Blattstiel über, der die Sprossachse röhrenförmig umfasst. Bei Kuhlhasseltia javanica ist die Blattfarbe oberseits schwärzlich grün, unterseits rot.
Der traubige Blütenstand ist endständig. Die Blütenstandsachse wird von wenigen Hochblättern umfasst und ist behaart. Die lanzettlichen, bewimperten Tragblätter sind etwa so lang wie Fruchtknoten und Blütenstiel zusammen. Der Fruchtknoten ist verdreht, er kann behaart sein. Die Blüten sind resupiniert. Die beiden seitlichen Sepalen sind größer als das obere Sepal, sie haften an ihrer Basis aneinander und umfassen den unteren Teil der Lippe. Die seitlichen Petalen haften am oberen Petal an. Die Lippe ist dreigeteilt: der basale Teil, das Hypochil, ist mit den Rändern der Säule verwachsen und bildet eine halbkugelige bis konische Ausbuchtung. In dieser Ausbuchtung sind zwei längliche Anhängsel vorhanden. Im recht langen Mittelteil, dem Mesochil, sind die Ränder nach innen geschlagen und mit einer nur schwach ausgebildeten, glatten oder gezähnten Leiste versehen. Der vordere Teil, das Epichil, ist ganzrandig oder zweilappig. Die Säule ist im Querschnitt halbkreisförmig, das ovale Staubblatt enthält zwei keulenförmige Pollinien, die direkt an der kleinen Klebscheibe (Viscidium) hängen. Die Narbe besteht aus zwei miteinander verbundenen Flächen. Das Trenngewebe zwischen Narbe und Staubblatt (Rostellum) steht gerade in der Achse der Säule und ist am Ende zweigeteilt.

## Vorkommen
Kuhlhasseltia-Arten sind in Ost- und Südostasien verbreitet, sie kommen in Taiwan, Borneo, Java und Sumatra vor. Sie besiedeln Höhenlagen von 900 bis 2000 Meter. Sie wachsen in humosem Boden in schattigen Wäldern.

## Systematik und botanische Geschichte
Kuhlhasseltia wird innerhalb der Tribus Cranichideae in die Subtribus Goodyerinae eingeordnet. Nach Dressler lässt sich diese weiter in zwei Gruppen unterteilen; Kuhlhasseltia steht in der größeren Gruppe mit nur einer zusammenhängenden Narbenfläche. Sehr ähnlich sind die Gattungen Chamaegastrodia und Odontochilus. Vexillabium ist ein Synonym von Kuhlhasseltia.
Die Gattung Kuhlhasseltia wurde 1910 von Johannes Jacobus Smith in Icones Bogorienses (Boerlage) Band 4 Seite 1, Tafel 301 aufgestellt. Der Name ehrt den deutschen Naturforscher und Zoologen Heinrich Kuhl (1797 – 1821) und den niederländischen Arzt und Naturforscher Johan Coenraad van Hasselt (1797–1823). Typusart ist Kuhlhasseltia javanica.
Derzeit werden drei Arten zu Kuhlhasseltia gezählt:
- Kuhlhasseltia gilesii Ormerod: Sie kommt in Sabah vor.[4]
- Kuhlhasseltia integra (Fukuy.) T.C.Hsu & S.W.Chung: Sie kommt in Taiwan vor.[4]
- Kuhlhasseltia javanica J.J.Sm.: Sie kommt in Sumatra, Borneo und Java vor.[4]

Nicht mehr zu dieser Gattung wird gerechnet:
- Kuhlhasseltia muricata (J.J.Sm.) J.J.Sm. => Odontochilus muricatus (J.J.Sm.) T.Yukawa
- Kuhlhasseltia nakaiana (F.Maek.) Ormerod => Odontochilus nakaianus (F.Maek.) T.Yukawa
- Kuhlhasseltia papuana J.J.Sm. => Odontochilus papuanus (J.J.Sm.) T.Yukawa
- Kuhlhasseltia rajana J.J.Sm. => Odontochilus rajanus (J.J.Sm.) T.Yukawa
- Kuhlhasseltia sibelae Ormerod => Odontochilus sibelae (Ormerod) T.Yukawa
- Kuhlhasseltia whiteheadii (Rendle) Ames => Odontochilus whiteheadii (Rendle) T.Yukawa
- Kuhlhasseltia yakushimensis (Yamam.) Ormerod => Odontochilus yakushimensis (Yamam.) T.Yukawa